# Titonka (Iowa)
Titonka es una ciudad ubicada en el condado de Kossuth en el estado estadounidense de Iowa. En el Censo de 2010 tenía una población de 476 habitantes y una densidad poblacional de 654,04 personas por km².

## Geografía
Titonka se encuentra ubicada en las coordenadas 43°14′13″N 94°2′29″O / 43.23694, -94.04139. Según la Oficina del Censo de los Estados Unidos, Titonka tiene una superficie total de 0.73 km², de la cual 0.73 km² corresponden a tierra firme y (0%) 0 km² es agua.

## Demografía
Según el censo de 2010, había 476 personas residiendo en Titonka. La densidad de población era de 654,04 hab./km². De los 476 habitantes, Titonka estaba compuesto por el 98.74% blancos, el 0% eran afroamericanos, el 0.21% eran amerindios, el 0% eran asiáticos, el 0.42% eran isleños del Pacífico, el 0% eran de otras razas y el 0.63% pertenecían a dos o más razas. Del total de la población el 1.47% eran hispanos o latinos de cualquier raza.